# Daurija
Daurija (ruski: Даурия, mongolski jezik: Дагуурстан), Transbajkal ili Zabajkalje (ruski: Забайка́лье) je planinska regija istočno (ili „iza”) Bajkalskog jezera koje se nalazi u pograničnom području između Mongolije i Rusije (manji dio). Naziv je dobila po mongolskom narodu Daguri (ili Dauri) koji govori Daurski jezik, a koji obitava na širokom području Daurije u Rusiji i Mongoliji, te sjeverne Unutarnje Mongolije u Kini.
God. 2017. rezervat biosfere Dornod (njenih 858.803 ha), uz ruski Daurski rezervat biosfere (208.600 ha), te mongolska jezera Chuh-Nuur (7.361 ha) i Ugtam prirodno sklonište (46.160 ha), upisani su na UNESCO-ov popis mjesta svjetske baštine u Aziji pod nazivom Krajolici Daurije kao „izvanredan primjer stepske eko-regije s jedinstvenim suhikm i vlažnim razdobljima koji su doveli do velike raznolikosti vrsta i ekosustava globalnog značaja”.

## Povijest
Kitanskog podrijetla, Dauri su bili nomadski jahači koji su u 17. stoljeću obitavali uz rijeku Šilka do spajanja s rijekom Argun, čime nastaje gornji Amur. To golemo područje od oko 1.000 km² je postalo poznato kao Daurija. Sredinom 17. st. potpali su pod vlast mandžurijske kineske dinastije Qing koja je skršila otpor Evenki-Daurskog saveza 1640. god. No, već početkom 1650-ih ruski poduzetnik Jarofej Kabarov vodio je kozačke konjanike u osvajački pohod u ovom području. Zbog kozačkih racija Dauri su se većinom odselili na obale rijeke Nen u kineskoj Unutarnjoj Mongoliji, gdje i danas živi njihov veliki broj. U Dauriji, grad Yaxa je postao rusko središte Albazin, kojega su Kinezi ponovno osvojili tek 1680-ih.
Ostatak Daurije je postao „oblast” carske Rusije s glavnim gradom Nerčinskom, a potom Čitom. Bila je dijelom kratkotrajne sovjetske Dalekoistočne Republike (1920. – 1922.), a od tada je bila podijeljena na ruske federalne subjekte Zabajkalski kraj (koji je dio današnje Čitske oblasti) i Burjatija, te pokriva gotovo cijela ova dva područja.

## Zemljopisne odlike
Veliki dio ruske Daurije pripada Daurskom rezervatu biosfere (Даурский заповедник) od 208.600 ha, koji se preko granice nastavlja na golemi mongolski rezervat biosfere Dornod od 8.429.072 ha, što čini najveće nedirnuto travnato područje na svijetu.
- Čita (Čitska oblast, Rusija) je upravno središte ruske Daurije
- Jezero Zun-Torey
- Torejskijsko jezero
- Stepa u Borzinskom rejonu

## Bioraznolikost
Daurija je prekrivena različitim vrstama stepa, travnatih i šumovitih, s mnogo jezera i močvara koji služe kao obitavalište velike bioraznolikosti. Krajolik Daurije je dom za milijune ugroženih migracijskih ptica, kao što su mongolski ždral (Antigone vipio), droplja (Otis tarda) i daurska lastavica (Cecropis daurica). Ovo područje je također glavna migracijska ruta za mongolske gazele (Procapra gutturosa), a mogu se pronaći i vrste sisavaca kao što su pallasova mačka (Otocolobus manul) i daurski jež (Mesechinus dauuricus).